# Sharon Stouder
Sharon Stouder (n. 9 noiembrie 1948, Altadena⁠(d), Comitatul Los Angeles, California, SUA – d. 23 iunie 2013) a fost o înotătoare ce a reprezentat Statele Unite ale Americii, medaliată olimpică. A participat la o ediție a Jocurilor Olimpice (1964) în care a câștigat 4 medalii de aur și o medalie de argint.